# Oliekevers
Oliekevers (Meloidae) zijn een familie van kevers. Ze danken hun naam aan de olie-achtige stof die wordt afgescheiden bij gevaar. Deze stof is irriterend, bijtend of blaartrekkend. Sommige soorten kunnen de olie van zich af spuiten.

## Algemeen
De oliekevers zijn overwegend tropische dieren. In de Benelux zijn de bekendere soorten de gewone oliekever (Meloe proscarabaeus) en de blauwe oliekever (Meloe violaceus). Deze twee soorten zijn zeer moeilijk uit elkaar te houden. Een zeldzamer soort is de sachembijenoliekever (Sitaris muralis). Ook de Spaanse vlieg (Lytta vesicatoria) is een oliekever.   
Oliekevers leven van planten. Het vrouwtje legt duizenden eitjes in een kuiltje op de grond. Als de larven uitkomen klimmen ze naar een bloem en klampen zich daar vast aan een bezoekend insect dat ze meevoert naar haar nest.  

## Larven
De larven van oliekevers leven parasitair, meestal op solitaire bijen maar ook wel op sprinkhanen of krekels. De larven zijn hypermetamorf, wat wil zeggen dat ze twee verschillende larvestadia kennen waarbij het dier een ander uiterlijk krijgt. De larve leeft eerst van het ei dat zijn gastheer heeft afgezet en vervolgens, in het tweede stadium, van de voor dit ei bestemde voedselvoorraad die de bij heeft verzameld voor zijn nageslacht.

## In Nederland waargenomen soorten
- Genus: Cerocoma
  - Cerocoma schaefferi
- Genus: Lytta
  - Lytta vesicatoria - (Spaanse vlieg)
- Genus: Meloe
  - Meloe autumnalis
  - Meloe brevicollis - (Kortnekoliekever)
  - Meloe proscarabaeus - (Gewone oliekever)
  - Meloe rugosus
  - Meloe variegatus - (Bonte oliekever)
  - Meloe violaceus - (Blauwe oliekever)
- Genus: Sitaris
  - Sitaris muralis
- Genus: Stenoria
  - Stenoria analis

## Galerij

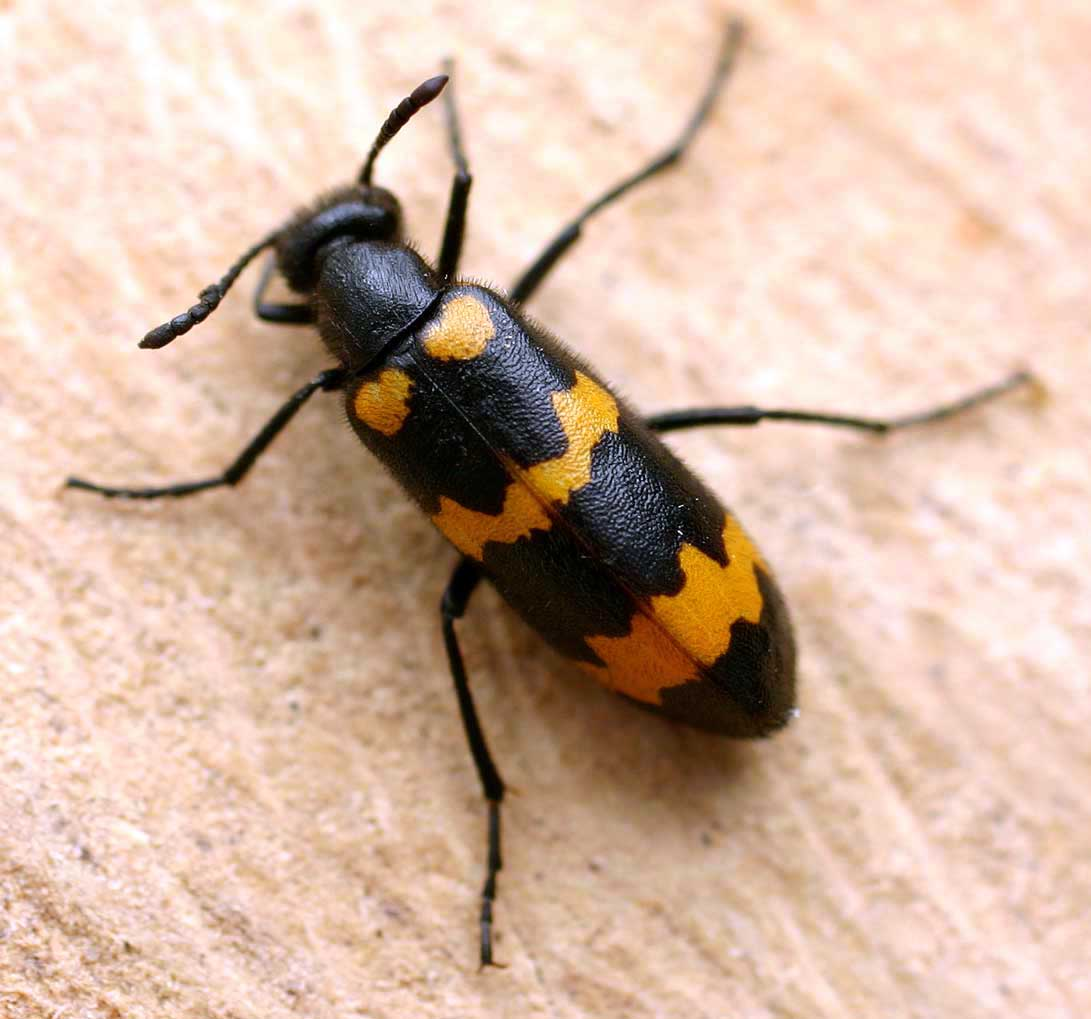
Mylabris variabilis
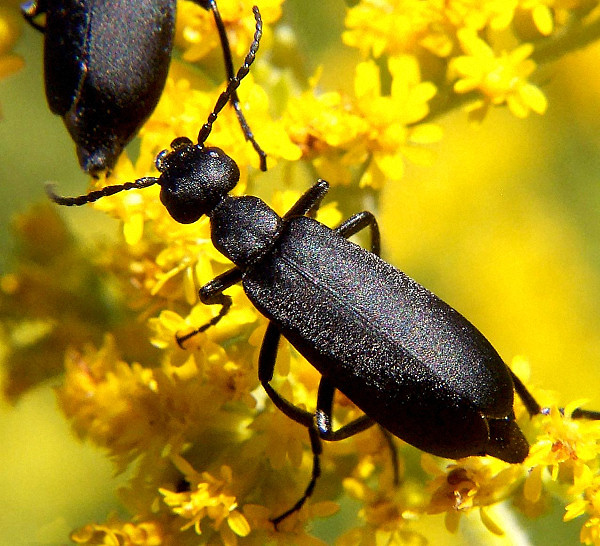
Epicauta pensylvanica
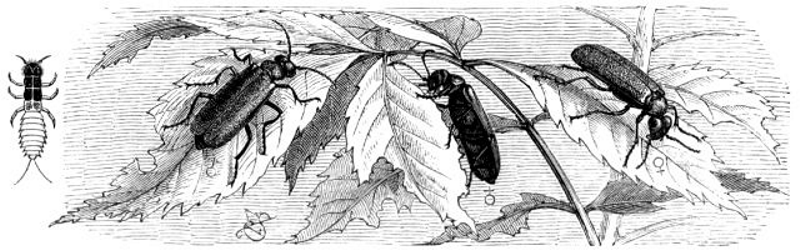
Spaanse vlieg
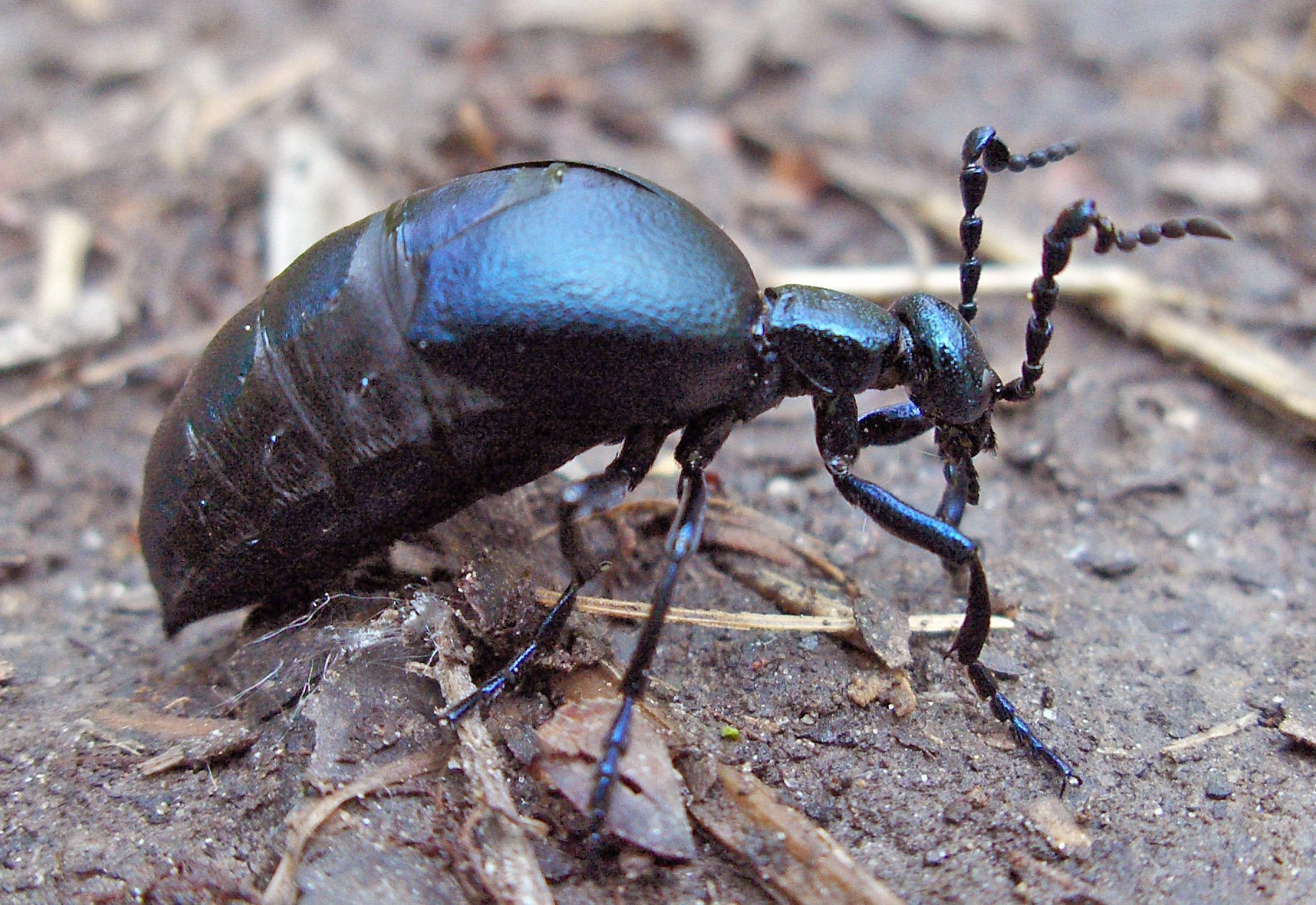
Gewone oliekever
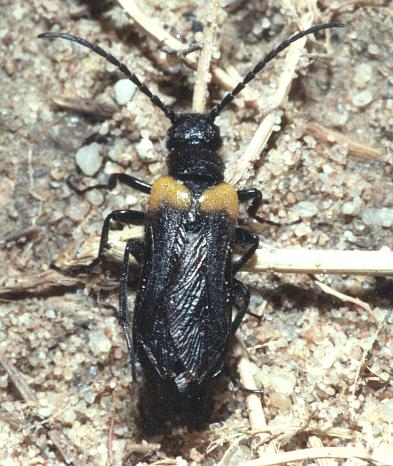
Sachembijenoliekever